# پایگاه هوایی دریایی اولگا بی
پایگاه هوایی دریایی اولگا بی (به انگلیسی: Olga Bay Seaplane Base) یک فرودگاه همگانی بهره‌برداری هوایی با کد یاتا KOY است که یک باند فرود آب دارد و طول باند آن ۳۰۴۸ متر است. این فرودگاه در کشور ایالات متحده آمریکا قرار دارد و در ارتفاع ۰ متری از سطح دریا واقع شده است.